# Katastrofy ve sportu
V historii sportu došlo k mnoha tragickým událostem, zde je přehled nejznámějších z nich. Většinu tvoří údalosti, které se nestaly v průběhu výkonu sportu, ale při nehodách za účasti sportovních týmů.

## Letecká neštěstí
| Datum              | Tým                                                  | Sport                   | Aerolinky                | Letadlo                           | Místo                                      | Oběti celkem | Sportovci a jejich doprovod | Popis | Zdroje            |
| ------------------ | ---------------------------------------------------- | ----------------------- | ------------------------ | --------------------------------- | ------------------------------------------ | ------------ | --------------------------- | --- | ----------------- |
| 8. listopadu 1948  | Československá hokejová reprezentace                 | Lední hokej             | Mercure                  | Beechcraft Model 18               | Francie, Dieppe                            | 8            | 6                           | Letecká havárie československých hokejistů                                                                                                | [ 1 ] [ 2 ] [ 3 ] |
| 4. května 1949     | AC Torino                                            | Fotbal                  | Avio Linee Italiane      | Fiat G212CP                       | Itálie, Turín                              | 31           | 23                          | Letecká nehoda na kopci Superga |                   |
| 5. ledna 1950      | VVS Moskva                                           | Lední hokej             | Sovětské letectvo        | Lisunov Li-2                      | Sovětský svaz, Sverdlovsk                  | 19           | 11                          | Letecká havárie u Sverdlovsku |                   |
| 24. listopadu 1956 | TJ Baník Chomutov                                    | Lední hokej             | Československé aerolinie | Iljušin Il-12B                    | Švýcarsko, Eglisau                         | 23           | 5                           | Tři hráči, dva zástupci klubu a jeden reportér byli spolu s ostatními na palubě letu OK-DBP z Zurichu do Prahy. Nikdo na palubě nepřežil. | [ 4 ]             |
| 6. února 1958      | Manchester United                                    | Fotbal                  | British European Airways | Airspeed AS-57 Ambassador         | Německo, Mnichov                           | 23           | 11                          | Letecká nehoda v Mnichově: 8 hráčů, 3 další zaměstnanci klubu                                                                             | [ 5 ]             |
| 16. července 1960  | Dánská olympijská reprezentace                       | Fotbal                  | Zone-Redningskorpset     | de Havilland Dragon Rapide        | Dánsko, Kodaň                              | 8            | 8                           | osm hráčů zabito |                   |
| 29. října 1960     | Reprezentace California Polytechnic State University | Americký fotbal         | Arctic Pacific           | Curtiss C-46 Commando             | Spojené státy americké, Toledo             | 22           | 17                          | šestnáct hráčů zabito |                   |
| 15. února 1961     | Americká krasobruslařská reprezentace                | Krasobruslení           | Sabena                   | Boeing 707                        | Belgie, Brussel                            | 73           | 25                          | Celý tým zemřel při nehodě cestou na mistrovství světa v krasobruslení v Praze.                                                           |                   |
| 3. dubna 1961      | C.D. Green Cross                                     | Fotbal                  | LAN Chile                | Douglas C-47 Skytrain             | Chile, Llico                               | 24           | 20                          | 20 členů týmu zabito |                   |
| 26. září 1969      | The Strongest                                        | Fotbal                  | Lloyd Aéreo Boliviano    | Douglas DC-6                      | Bolívie, Viloco                            | 78           | 19                          | 16 členů týmu zabito |                   |
| 2. října 1970      | Wichita State University                             | Americký fotbal         | Golden Eagle Aviation    | Martin 4-0-4                      | Spojené státy americké, Clear Creek County | 31           | 15                          | 14 hráčů a kouč Ben Wilson zabiti. |                   |
| 14. listopadu 1970 | Marshall University                                  | Americký fotbal         | Southern Airways         | McDonnell Douglas DC-9            | Spojené státy americké, Wayne County       | 75           | 45                          | Většina týmu zabita, když letadlo při přestávání zavadlo o stromy a následně explodovalo v Západní Virginie.                              |                   |
| 13. října 1972     | Old Christians Club                                  | Ragby                   | Uruguayské letectvo      | Fairchild FH-227                  | Chile,                                     | 29           | 12                          | Let Fuerza Aérea Uruguaya 571. Devět hráčů zabito.                                                                                        |                   |
| 29. listopadu 1975 | Tým závodníka Grahama Hilla                          | Formule 1               | Hillairious Airways      | Piper PA-23                       | Anglie, Londýn                             | 6            | 6                           | Šest členů týmu zemřelo včetně závodníků Grahama Hilla a Tonyho Brise při nehodě.                                                         |                   |
| 13. prosince 1977  | University of Evansville                             | Basketbal               | Charterový let           | DC-3                              | Spojené státy americké, Evansville         | 29           | 19                          | Celý tým, trenéři, spolu s novináři a posádkou letadla.                                                                                   |                   |
| 11. srpna 1979     | Pachtakor Taškent                                    | Fotbal                  | Aeroflot                 | Tupolev Tu-134                    | Sovětský svaz, Dniprodzeržynsk             | 178          | 17                          | Celý tým zabit při srážce dvou letadel.                                                                                                   |                   |
| 14. března 1980    | Americký amatérský boxerský tým                      | Box                     | LOT                      | Iljušin Il-62                     | Polsko, Varšava                            | 87           | 14                          | |                   |
| 8. prosince 1987   | Alianza Lima                                         | Fotbal                  | Peruánské námořnictvo    | Fokker F-27                       | Peru, Lima                                 | 43           | 23                          | |                   |
| 7. června 1989     | Colourful 11                                         | Fotbal                  | Surinam Airways          | Douglas DC-8                      | Surinam, Paramaribo                        | 176          | 15                          | Většina týmu zabita. |                   |
| 27. dubna 1993     | Zambijská fotbalová reprezentace                     | Fotbal                  | Zambijské letectvo       | de Havilland Canada DHC-5 Buffalo | Gabon, Atlantský oceán u Gabonu            | 30           | 22                          | Nikdo nepřežil. |                   |
| 27. ledna 2001     | Oklahoma State University                            | Basketbal               | Charterový let           | Beechcraft Super King Air         | Spojené státy americké, Strasburg          | 10           | 8                           | Dva hráči, zaměstnanci týmu a novináři zabiti.                                                                                            | [ 6 ]             |
| 24. října 2004     | Hendrick Motorsports                                 | NASCAR                  | Charterový let           | Beechcraft Super King Air         | Spojené státy americké, Martinsville       | 10           | 3                           | |                   |
| 30. března 2008    | Apex Motorsports                                     | Závody sportovních vozů | Charterový let           | Cessna Citation 501               | Anglie, Londýn                             | 5            | 2                           | |                   |
| 7. září 2011       | Lokomotiv Jaroslavl                                  | Lední hokej             | Yak-Service              | Jakovlev Jak-42                   | Rusko, Jaroslavl                           | 44           | 37                          | Letecká havárie v Jaroslavli, všichni členové týmu zabiti. Alexandr Galimov zemřel v nemocnici.                                           | [ 7 ]             |
| 28. listopadu 2016 | Chapecoense Brazílie                                 | Fotbal                  | LaMia Airlines           | British Aerospace 146             | Kolumbie, Cerro Gordo                      | 77           |                             | Letecká havárie (Let LaMia Airlines 2933), přežilo 6 lidí.                                                                                | [ 8 ]             |

### Il Grande Torino

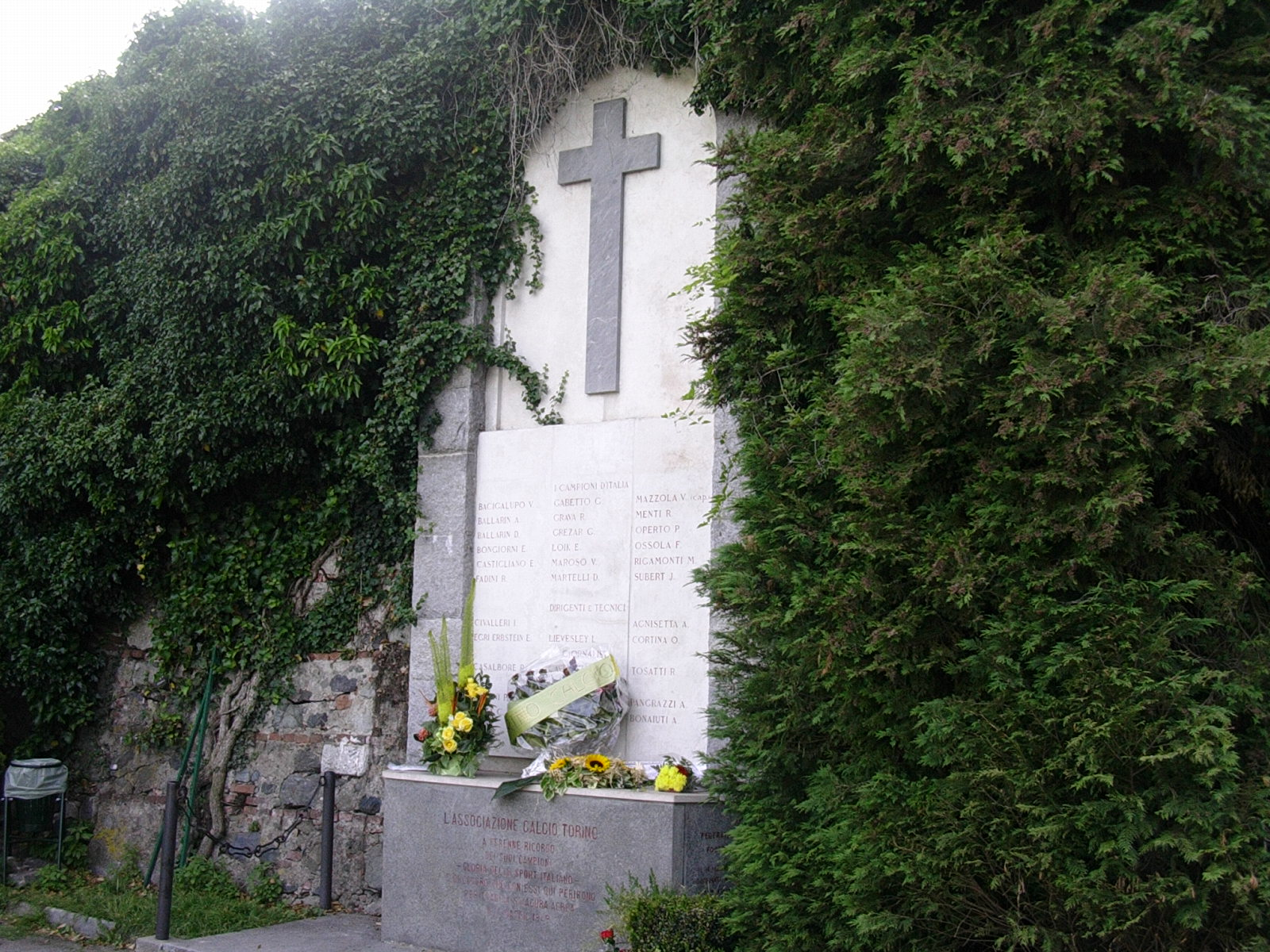
Památník obětem leteckého neštěstí u Baziliky Superga

V únoru roku 1949, po přátelském zápase Itálie a Portugalska, slíbil legendární kapitán Squadry Azzury Valentino Mazzola kapitánu Benficy Lisabon Josému Ferreirovi, že se svým klubem AC Torino přiletí do Lisabonu a sehrají přátelský zápas. Ferreira dovedl při své rozlučce svůj tým k vítězství 3:2 a po zápase popřál hráčům Il Grande Torino symbolické "Šťastnou cestu zpátky..."
4. května 1949 krátce po 17. hodině narazilo pravé křídlo letadla Fiat G212CP do mramorové barokní baziliky Superga, stojící na pahorkatině nedaleko Turína, kvůli čemuž se doslova rozerval trup letadla, které začalo hořet. Silný náraz stroj zcela zničil, trosky letadla se válely desítky metrů daleko. Na palubě uhořelo všech jednatřicet lidí, včetně osmnácti členů prvního mužstva Torina. Kromě fotbalistů zahynulo ještě šest klubových funkcionářů, tři novináři a čtyři členové posádky.

#### Oběti
| Hráči - Valerio Bacigalupo - Aldo Ballarin - Dino Ballarin - Milo Bongiorni - Eusebio Castigliano - Rubens Fadini - Guglielmo Gabetto - Ruggero Grava - Giuseppe Grezar - Ezio Loik - Virgilio Maroso - Danilo Martelli - Valentino Mazzola - Romeo Menti - Piero Operto - Franco Ossola - Mario Rigamonti - Július Schubert |  | Funkcionáři klubu - Arnaldo Agnisetta, manažer - Ippolito Civalleri, manažer - Ernest Erbstein, trenér - Leslie Lievesley, trenér - Ottavio Corina, masér - Andrea Bonaiuti, organizátor Novináři - Renato Casalbore, - Luigi Cavallero, - Renato Tosatti, Posádka - Pierluigi Meroni, kapitán - Antonio Pangrazi - Celestino D'Inca - Cesare Biancardi |

### Busby babes

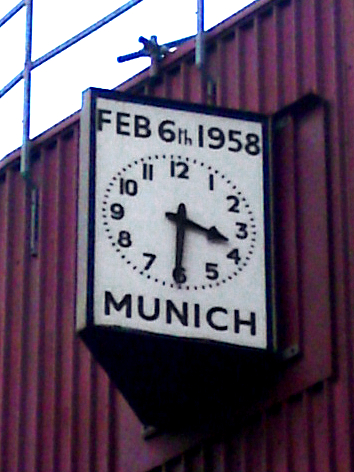
"Mnichovské hodiny", na jihovýchodním rohu Old Trafford

6. února 1958 se jeden z nejlepších fotbalových týmů té doby Manchester United FC vracel letadlem Airspeed AS-57 Ambassador z Bělehradu z pohárového utkání s tamní Crvenou zvezdou. Při startu po mezipřistání v Mnichově letadlo havarovalo. Celkem zemřelo 23 lidí, z toho sedm hráčů a tři funkcionáři Manchesteru. Duncan Edwards zemřel na následky zranění o dva týdny později, zatímco další dva hráči United, kteří byli zraněni, se už nikdy nemohli vrátit k fotbalu. Manažer Matt Busby, který tým vybudoval, utrpěl několikačetné zranění, z nichž se nakonec zotavil a po dvou měsících opustil nemocnici. Na lavičku Reds se vrátil ve finále FA Cupu proti Boltonu, které ale Devils prohráli a začal budovat nové mužstvo kolem přeživších Harryho Cregga, Bobby Charltona a Billa Foulkese. V roce 1968 klub pod Busbyho vedením poprvé vyhrál Pohár mistrů.

#### Oběti
| Hráči - Geoff Bent - Roger Byrne - Eddie Colman - Duncan Edwards - Mark Jones - David Pegg - Tommy Taylor - Liam "Billy" Whelan Funkcionáři klubu - Walter Crickmer, sekretář klubu - Tom Curry, Trenér - Bert Whalley, Hlavní trenér |  | Novináři - Alf Clarke - Donny Davies - George Follows - Tom Jackson - Archie Ledbrooke - Henry Rose - Frank Swift - Eric Thompson Ostatní pasažéři - Bela Miklos, travel agent - Willie Satinoff, fanoušek, blízký přítel Matta Busbyho Posádka - Kenneth "Ken" Rayment, co-pilot - Tom Cable, steward |

## Jiné

### Tlačenice na Heysel Stadium
29. května 1985 při finále PMEZ mezi celky Liverpool FC a Juventus FC, hraném na Heysel Stadium v Bruselu, přišlo o život 39 fotbalových fanoušků. Organizátoři umístili sektory pro fanoušky obou týmů vedle sebe. Liverpoolští fanoušci před zápasem prolomili plot a zaútočili na fanoušky Juventusu. Ti se bránili únikem, v cestě jim ale stála zeď, která se prolomila. I přes tuto tragédii se utkání nakonec odehrálo a Juventus vyhrál Platiniho gólem z penalty 1:0 S odstupem času se mluví o tom, že se zápas vůbec neměl odehrát. Anglické kluby dostaly zákaz působení v evropských pohárech po dobu 5 let, Liverpool po dobu 10 let. Tento trest mu byl ale nakonec snížen na 6 let.

### Tragédie na stadiónu Hillsborough
15. dubna 1989 při semifinále FA Cupu mezi celky Liverpool FC a Nottingham Forest FC se dostalo do hlediště stadionu Hillsborough v Sheffieldu více diváků, než byla kapacita stadionu a stovky fanoušků byly natlačeny na plot, který odděloval tribunu od hrací plochy. Výsledkem bylo 94 mrtvých fanoušků, 1 zemřel následující den, další fanoušek následkům zranění podlehl 4 roky po tragédii. Celkem tedy zahynulo 96 fanoušků Liverpoolu. Po této tragédii anglická vláda nařídila přehodnocení bezpečnostních opatření na stadionech.